# Graemeloweus glimmei
Espèce
Synonymes
- Uroctonus glimmei Hjelle, 1972
- Pseudouroctonus glimmei (Hjelle, 1972)

Graemeloweus glimmei est une espèce de scorpions de la famille des Vaejovidae.

## Distribution
Cette espèce est endémique de Californie aux États-Unis. Elle se rencontre dans les chaînes côtières californiennes dans les comtés de Mendocino, de Napa, de Colusa, de Lake, de Marin et de Stanislaus.

## Description
Le mâle holotype mesure 34,8 mm et la femelle paratype 40,2 mm.

## Systématique et taxinomie
Cette espèce a été décrite sous le protonyme Uroctonus glimmei par Hjelle en 1972. Elle est placée dans le genre Vaejovis par Stahnke en 1974, dans le genre Pseudouroctonus par Stockwell en 1992 puis dans le genre Graemeloweus par Soleglad, Fet, Graham et Ayrey en 2016.

## Étymologie
Cette espèce est nommée en l'honneur de Thomas M. Glimme.

## Publication originale
- Hjelle, 1972 : « Scorpions of the northern California coast ranges (Arachnida : Scorpionida). » Occasional Papers of the California Academy of Sciences, no 92, p. 1-59 (texte intégral).